# Mats van Huijgevoort
Mats van Huijgevoort (Tilburg, 16 januari 1993) is een voormalig Nederlands profvoetballer die als verdediger speelde.
Van Huijgevoort speelde in de jeugd voor Willem II en Feyenoord. Daar debuteerde hij op 22 januari 2012 als basisspeler in de uitwedstrijd tegen VVV-Venlo. Hij kreeg een gele kaart en werd in de rust gewisseld voor Gill Swerts. In het seizoen 2012/13 wordt hij verhuurd aan SBV Excelsior.
Zijn contract liep bij Feyenoord op 30 juni 2014 af en werd niet verlengd. In het seizoen 2014-2015 speelde hij voor FC Den Bosch. In de zomer van 2015 verbond hij zich aan de amateurs van SV OSS '20. Sinds 1 juli 2018 is Van Huijgevoort verbonden aan Kozakken Boys, dat uitkomt in de Tweede Divisie.

## Statistieken
| Seizoen                                            | Club          | Wedstrijden | Doelpunten | Competitie     |
| -------------------------------------------------- | ------------- | ----------- | ---------- | -------------- |
| 2011/12                                            | Feyenoord     | 1           | 0          | Eredivisie     |
| 2012/13 (huur)                                     | SBV Excelsior | 11          | 0          | Eerste divisie |
| 2013/14 (huur)                                     | Willem II     | 1           | 0          | Eerste divisie |
| 2014/15                                            | FC Den Bosch  | 31          | 0          | Eerste divisie |
| Totaal                                             | Totaal        | 44          | 0          |                |
| Tabel voor het laatst bijgewerkt op 11 april 2015. |               |             |            |                |

## zie ook
- Lijst van spelers van FC Den Bosch
- Lijst van spelers van Willem II
- Lijst van spelers van Feyenoord